# Anomis commoda
Anomis commoda là một loài bướm đêm trong họ Erebidae.